# Josephine (film 1967)
Josephine (Les Demoiselles de Rochefort) è un film del 1967 diretto da Jacques Demy.

## Trama
A Rochefort, le gemelle Solange e Delphine Garnier sono in cerca del vero amore; la loro madre, Yvonne, anni prima ha abbandonato l'uomo della sua vita Simon Dame per non dover prendere il suo bizzarro cognome una volta sposati e diventare così madame Dame. Bill ed Etienne arrivano in città per una fiera nautica; c'è poi Maxence, un marinaio che vagheggia una "donna ideale" che ancora non è mai riuscito ad incontrare, ed infine il famoso musicista statunitense Andy Miller, di ritorno dopo molti anni a Rochefort per incontrare il suo vecchio amico Simon. Durante un fine settimana nel quale in città si tiene una fiera nautica, le gemelle Garnier troveranno il vero amore, e non saranno le sole.

## Produzione

### Cast

Il monumento alle sorelle Catherine Deneuve e Françoise Dorleac a Rochefort, opera di Franck Ayroles inaugurata il 25 giugno 2022

Catherine Deneuve e Françoise Dorléac, che nel film interpretano le due gemelle Garnier, erano in realtà solo sorelle.
Gli attori del film vennero tutti doppiati per le parti cantate, con l'eccezione di Danielle Darrieux.

## Distribuzione

### Edizione italiana
Il film dura due ore, ma la versione che uscì in sala in Italia venne arbitrariamente accorciata di mezz'ora ed intitolata Josephine; è da notare che nella versione originale non esiste un personaggio che si chiami con questo nome, che fu un'invenzione del doppiaggio italiano. Infatti il personaggio di Catherine Deneuve, cioè Delphine, venne ribattezzato Josephine; analogamente, il Guillaume interpretato da Jacques Riberolles divenne nell'edizione italiana François.
Nel 2007 il film è stato comunque pubblicato in DVD nella sua edizione originale, comprensivo di sottotitoli in italiano.

## Riconoscimenti
Il film venne candidato all'Oscar per la miglior colonna sonora nel 1968, ma quell'anno la statuetta andò ad un altro musical: Oliver! del regista Carol Reed.

## Documentario sul film
Nel 1992 la regista Agnès Varda, vedova di Demy (che era scomparso nel 1990), realizzò un documentario sul film a 25 anni esatti di distanza dall'uscita nelle sale; nel documentario, intitolato Les Demoiselles ont eu 25 ans, ci sono interviste a molti membri del cast originario ed anche a molti cittadini di Rochefort, la città in cui venne girata la pellicola.